# My kind of town
My Kind of Town is een lied gecomponeerd door Sammy Cahn en Jimmy Van Heusen. Het gaat over Chicago. Het werd gezongen door Frank Sinatra in de film Robin and the 7 Hoods, en het lied werd hiermee genomineerd voor een Academy Award voor Beste Originele Nummer. Daarnaast zong hij het lied ook regelmatig live in concert, zoals in zijn live-album Sinatra at the Sands.